# کتابخانه دیجیتال پرسئوس
پروژه پرسئوس (به انگلیسی: Perseus Project) نام یک کتابخانه دیجیتال متعلق به دانشگاه تافتس (ماساچوست، ایالات متحده آمریکا) است که مجموعهٔ دیجیتالی از منابع علوم انسانی را گردآوری می‌کند. نسخهٔ 4.0 آن با نام «Perseus Hopper» نیز نامیده می‌شود، و دپارتمان مطالعات کلاسیک آن را میزبانی می‌کند. این پروژه از سوی انجمن ماکس پلانک در برلین، آلمان و نیز دانشگاه شیکاگو آینه می‌شود.

## تاریخچه
این پروژهٔ دیجیتال در سال ۱۹۸۷ ایجاد شد تا مواد و داده‌هایی را برای مطالعات یونان باستان جمع‌آوری و عرضه کند. این پروژه دو سی‌دی-رام را منتشر و در سال ۱۹۹۵ کتابخانه دیجیتال پرسئوس را بر روی شبکه جهانی وب راه‌اندازی کرده‌است. این پروژه اهداف اولیهٔ خود را گسترش داده، و مجموعه‌های کنونی آن متون کلاسیک یونانی-رومی و رنسانس انگلیسی را نیز پوشش می‌دهند. سردبیر این پروژه آقای گرگوری کرین است. ایشان سِمت خود را از تأسیس پروژه تاکنون در دست دارد.

## وضعیت حق تکثیر
پروژهٔ پرسئوس از محتوای آزاد پشتیبانی می‌کند، و کد خود را بر روی سورس‌فورج منتشر کرده‌است. پرسئوس یکی از اعضای اتحادیه محتوای باز است. این پروژه همچنین از بایگانی اینترنت حمایت می‌کند.
تمامی متونی که فرضاً تحت مالکیت عمومی هستند، در فرمت XML در پرسئوس، به رایگان قابل دانلود هستند. برای نمونه بنگرید به دانلود و اطلاعات پروانهٔ ترجمه‌ی مورای از اودیسه‌ی هومر. البته برخی محتواها بخاطر موافقت‌نامه‌های پروانه مالکیت فکری با صاحبان آن، محدود هستند.